# Plata O Plomo
Plata O Plomo é o álbum de estúdio colaborativo dos artistas estado-unidenses de hip hop Fat Joe e Remy Ma, lançado em 17 de fevereiro de 2017.

## Título
O título do álbum, "plata o plomo", traduz do espanhol para "prata ou chumbo", que significa "dinheiro ou balas". A frase foi usada pelo narcotraficante colombiano Pablo Escobar, que ofereceria aos funcionários do governo e à aplicação da lei a opção de tomar um suborno, ou ter um contrato de assassinato colocado contra eles. Fat Joe comentou: "o nome do álbum é chamado Plata o Plomo ... dinheiro ou balas.Você sabe o que estou dizendo?".

## Faixas
| Edição padrão |                                                 |         |  |
| N.º           | Título                                          | Duração |  |
| 1.            | "Warning" (com Kat Dahlia)                      | 3:36    |  |
| 2.            | "Swear to God" (com Kent Jones)                 | 3:23    |  |
| 3.            | "Spaghetti" (com Kent Jones)                    | 4:13    |  |
| 4.            | "All the Way Up" (com French Montana e Infared) | 3:11    |  |
| 5.            | "How Can I Forget" (com Kent Jones)             | 4:25    |  |
| 6.            | "How Long (Interlude)"                          | 3:26    |  |
| 7.            | "Go Crazy" (com Sevyn Streeter)                 | 4:12    |  |
| 8.            | "Heartbreak" (com The-Dream e Vindata)          | 4:16    |  |
| 9.            | "Cookin" (com French Montana e RySoValid)       | 3:46    |  |
| 10.           | "Money Showers" (com Ty Dolla Sign)             | 3:45    |  |
| 11.           | "Too Quick" (com Kingston)                      | 3:56    |  |
| 12.           | "Dreamin" (com Stephanie Mills)                 | 3:52    |  |